# Ácido 2-hidroxibenzenossulfônico
Ácido 2-hidroxibenzenossulfônico é o composto orgânico de fórmula química C6H6O4S. É classificado com o número CAS 609-46-1.
É um dos três isômeros do ácido hidroxibenzenossulfônico.
Este ácido é produzido pela sulfonação do fenol com igual quantidades de fenol e ácido sulfúrico, em condições moderadas. A sulfonação produz uma mistura, na proporção de 2:3, deste ácido e do seu isômero 4-hidroxibenzenossulfônico. O ácido 2-hidroxibenzenossulfônico pode ser isolado da mistura através do sal monobário.
É usados na produção do corante Mitin FF, um dos mais importantes produtos da fábrica de Bayonne da Geigy Company. No processo, este ácido reage com 2,5-Dicloroanilina, formando o éter 2-amino-4-cloro-2'-sulfodifenílico.